# کوپه ملت‌ها
کوپه ملت‌ها ۱۹۳۰ یک تورنمنت فوتبال در تابستان سال ۱۹۳۰ در ژنو، سوئیس بود که توسط باشگاه محلی سروت برگزار شد. سروت به تازگی قهرمان سوئیس شده بود و این رویداد را به عنوان نقطه مقابل اولین جام جهانی فوتبال برگزار کرد که در همان زمان در اروگوئه برگزار شد و تنها چند کشور اروپایی (بلژیک، فرانسه، رومانی و یوگسلاوی) یک تیم به آن اعزام کردند. این مسابقات همچنین افتتاح ورزشگاه شارمی بود.
برخی از مردم این مسابقات را پیشین لیگ قهرمانان اروپا می‌دانند، زیرا این اولین مسابقه سازماندهی شده برای تیم‌های قهرمان ملی در اروپا بود. قهرمانان همه کشورهای بزرگ فوتبال اروپا در سال‌های قبل از جنگ دعوت شدند، به جز کشورهای خانگی بریتانیا که در آن زمان از فیفا خارج شدند.
اویپشت مجارستان قهرمان مسابقات شد و در ۴ بازی ۱۶ گل به ثمر رساند و تنها ۱ گل دریافت کرد. اویپشت پس از برنده شدن کوپا ملت‌ها، خود را "قهرمان قهرمانان" اعلام کرد.
در سال‌های بعد چندین تلاش برای ایجاد یک تورنمنت برای قهرمانان اروپا انجام شد. شهرهای شمال ایتالیا قصد داشتند در سال ۱۹۳۱ میزبان مسابقات باشند، اما به دلایل مالی منصرف شدند. سرانجام در سال ۱۹۳۷، در جریان نمایشگاه پاریس، مسابقاتی به عنوان جانشین مسابقات ژنو برگزار شد، اما تنها دو تیم قهرمان این دعوت را پذیرفتند. پس از مسابقات زوریخ، به عنوان میزبان نمایشگاه ۱۹۳۹ و رم، میزبان ۱۹۴۲ تلاش‌هایی برای ایجاد مسابقات انجام داد، اما هر دو شهر شکست خوردند. دفعه بعدی که قهرمانان بزرگ اروپا گرد هم آمدند، پس از تأسیس یوفا در سال ۱۹۵۴ بود که جام اروپا را در سال ۱۹۵۵ آغاز کرد.

## شرکت کنندگان
تمامی تیم‌های زیر قهرمان کشورهای خود شدند.
- فرست ویینا
- ست
- بولونیا
- گو اهد
- رئال یونیون
- سروت
- سرکل بروژ
- اسلاویا پراگ
- گروتر فورث
- اویپشت

نکات:
- ظاهراً رئال یونیون به عنوان قهرمان اسپانیا در سال ۱۹۲۹ اعلام شد که مطمئناً اشتباه است (آنها در لیگ ۲۹–۱۹۲۸ نهم شدند و در مرحله یک‌شانزدهم نهایی جام حذفی حذف شدند).
- هم بولونیا و هم رئال یونیون اجازه داشتند برخی از بازیکنانی را که با باشگاه قرارداد امضا نکرده بودند به میدان بفرستند.
- فدراسیون فوتبال یونان و نروژ به دلیل دعوت نشدن قهرمانان آنها نامه‌های اعتراضی ارسال کردند.
- قرار بود این مسابقات ۱۲ شرکت کننده داشته باشد اما شفیلد ونزدی قهرمان انگلیس به دلیل کناره گیری از فیفا دعوت نشد و بنفیکا، قهرمان پرتغال این دعوت را رد کرد.
- بولونیا خیلی دیر به تورنمنت رسید، بنابراین بازی مقابل گو اهد بعد از اولین بازی مرحله یک‌چهارم نهایی بود. بازنده مسابقه به طور اتوماتیک به دور بعد رفت.

## مرحله اول
| تاریخ   | تیم ۱        | نتیجه        | تیم ۲       |
| ------- | ------------ | ------------ | ----------- |
| ۲۸ ژوئن | سروت         | ۰ – ۷        | فرست ویینا  |
| ۲۹ ژوئن | ست           | ۳ – ۴ (و.ا.) | گروتر فورث  |
| ۲۹ ژوئن | اسلاویا پراگ | ۴ – ۲        | سرکل بروژ   |
| ۳۰ ژوئن | اویپشت       | ۳ – ۱        | رئال یونیون |
| ۲ ژوئیه | گو اهد       | ۰ – ۴        | بولونیا     |

## مرحله اول بازنده‌ها
| تاریخ   | تیم ۱       | نتیجه | تیم ۲     |
| ------- | ----------- | ----- | --------- |
| ۱ ژوئیه | سروت        | ۲ – ۱ | سرکل بروژ |
| ۱ ژوئیه | رئال یونیون | ۵ – ۱ | ست        |

برندگان این دور به مرحله یک‌چهارم نهایی راه یافتند.

## یک‌چهارم نهایی
| تاریخ   | تیم ۱       | نتیجه | تیم ۲        |
| ------- | ----------- | ----- | ------------ |
| ۲ ژوئیه | فرست ویینا  | ۷ – ۱ | گروتر فورث   |
| ۳ ژوئیه | گو اهد      | ۰ – ۷ | اویپشت       |
| ۳ ژوئیه | رئال یونیون | ۱ – ۲ | اسلاویا پراگ |
| ۴ ژوئیه | سروت        | ۴ – ۱ | بولونیا      |

## نیمه نهایی
| تاریخ   | تیم ۱      | نتیجه | تیم ۲        |
| ------- | ---------- | ----- | ------------ |
| ۵ ژوئیه | اویپشت     | ۳ – ۰ | سروت         |
| ۵ ژوئیه | فرست ویینا | ۱ – ۳ | اسلاویا پراگ |

## رده بندی مقام سوم
| تاریخ   | تیم ۱      | نتیجه | تیم ۲ |
| ------- | ---------- | ----- | ----- |
| ۶ ژوئیه | فرست ویینا | ۵ – ۱ | سروت  |

## فینال
| تاریخ   | تیم ۱  | نتیجه | تیم ۲        |
| ------- | ------ | ----- | ------------ |
| ۶ ژوئیه | اویپشت | ۳ – ۰ | اسلاویا پراگ |

### جزئیات بازی
| اویپشت                 | ۳–۰    | اسلاویا پراگ |
| ---------------------- | ------ | ------------ |
| یانوس کووز ۲۵' ۶۴' ۷۷' | Report |              |

| اویپشت | اسلاویا پراگ |

| GK           |  | یانوس آکنای         |
| RB           |  | گیولا دوداس         |
| LB           |  | جوزف فوگل (کاپیتان) |
| CB           |  | فرانتس بورسانی      |
| MF           |  | بلا وولنتیک         |
| CB           |  | یانوس ویگ           |
| RF           |  | آلبرت استروک        |
| MF           |  | اشتفان افار         |
| CF           |  | یانوس کووز          |
| CF           |  | الیجا اسپیتز        |
| LF           |  | گابور پ. زابو       |
| سرمربی:      |  |                     |
| لاخوس بانیای |  |                     |

| GK       |  | فرانتیشک پلانیچکا          |
| DF       |  | آدولف فیالا                |
| DF       |  | آنتونین نواک               |
| MF       |  | آنتونین وودیچکا            |
| MF       |  | آدولف شیمپرسکی             |
| MF       |  | واتسلاو شوبرت              |
| FW       |  | فرانتیشک یونک              |
| FW       |  | جیندریچ سولتیس             |
| FW       |  | فرانتیشک سووبودا (کاپیتان) |
| FW       |  | آنتونین پوچ                |
| FW       |  | واسلاو بارا                |
| سرمربی:  |  |                            |
| جانی مدن |  |                            |

## رتبه‌بندی
| رتبه | تیم          |
| ---- | ------------ |
| ۱    | اویپشت       |
| ۲    | اسلاویا پراگ |
| ۳    | فرست ویینا   |
| ۴    | سروت         |
| ۵    | رئال یونیون  |
| ۵    | بولونیا      |
| ۵    | گروتر فورث   |
| ۵    | گو اهد       |
| ۹    | سرکل بروژ    |
| ۹    | ست           |